# Therese von Zandt
Anna Therese Friederike von Zandt zu Reichartshausen (Düsseldorf, 18 de junio de 1771-26 de diciembre de 1858) fue una pianista y cantante alemana. Fue madre de los compositores Friedrich Burgmüller y Norbert Burgmüller.

## Biografía
Nacida en Düsseldorf, Zandt era la hija menor del matrimonio formado por Johann Gerhard Franz Freiherr von Zandt (18 de noviembre de 1740 en Mannheim - 18 de marzo de 1807 en Düsseldorf-Karlstadt), último General de División de Caballería, y Maria Sophia Reichsfreiin von Lindenfels (8 de septiembre de 1745 en Schloss Wolframshof cerca de Kastl - 28 de noviembre de 1802 en Düsseldorf).
Su madre fue aceptada en 1795 en la Orden de la Cruz Estrellada; Therese fue de 1783 a 1805 una Stiftsdame (miembro de una congregación) del aristocrático liberal Monasterio de Asbeck en Westfalia. Con anterioridad vivió en Düsseldorf, donde se menciona como cantante en un concierto el 11 de enero de 1792, organizado por Ferretti, en el que interpretó dos arias de bravura y dos actuaciones vocales más. 
De 1792 a 1794 fue alumna y amante de su futuro marido, Friedrich August Burgmüller. Cuando sus padres descubrieron la relación, lo prohibieron. Posteriormente, probablemente vivió en Leipzig, temporalmente también en Viena. Volvió a encontrarse con Burgmüller el 25 de agosto de 1804 en Ratisbona y se casaron el 13 de mayo de 1805; en 1807 la pareja se trasladó a Düsseldorf.
Fue una profesora de piano muy solicitada para alumnos de "las primeras familias de la ciudad", según Wolfgang Müller von Königswinter. Desde 1838 abogó por la publicación de composiciones dejadas por su hijo Norbert y vendió algunas a Friedrich Hofmeister Musikverlag en Leipzig. El contrato se firmó el 17 de septiembre de 1841. 

## Presunta relación con Beethoven
El erudito de Beethoven Klaus Martin Kopitz presentó la tesis de que Zandt trabajó desde 1798 para el periódico de Leipzig Allgemeine musikalische Zeitung, editado por Friedrich Rochlitz, y que ella era la autora de esos artículos firmados "Z .. . " .  Posiblemente viajó a Viena en el otoño de 1803 y pudo haber recomendado a Beethoven la historia de Fidelio, que Rochlitz había traducido del francés para una ópera. Más tarde fue posiblemente la amante de Beethoven durante algunos meses, desde el 5 de diciembre de 1803 hasta el 5 de julio de 1804. Ferdinand Ries, alumno de Beethoven de 1803 a 1805, menciona en sus memorias de Beethoven:
Estaba muy a menudo enamorado, pero sobre todo sólo por un corto tiempo. Puesto que una vez lo perdí con la conquista de una hermosa señora, confesó que ella le había atado el más fuerte y más largo - a saber, siete meses completos. Biographische Notizen über Ludwig van Beethoven, Koblenz, 1838.
Beethoven podría haberse referido a Zandt, quien según Kopitz también escribió la dirección en la carta que Beethoven envió a Friedrich Rochlitz el 4 de enero de 1804. En él, le informaba que no quería poner un libreto enviado por Rochlitz, sino que acababa de empezar a poner música al libreto de Fidelio. Es la única carta conocida de Beethoven a Rochlitz.
Una carta de Beethoven al pintor Joseph Willibrord Mähler, probablemente en diciembre de 1803, también podría referirse a Zandt: «Le pido encarecidamente que me devuelva mi retrato cuando lo haya utilizado lo suficiente -si aún lo necesita, le pido al menos que se acelere-, le he prometido a una dama regalarle el retrato, que lo vio en mi casa, para su habitación durante su estancia de algunas semanas -quién puede resistirse a unas exigencias tan encantadoras-».

## Honor
En honor a Zandt, se inauguró un "Theresen-Kabinett" en Stift Asbeck en junio de 2018, donde también se honra a su familia.